# Letališče Schiphol
Letališče Schiphol (Nizozemsko: Luchthaven Schiphol, izgovorjava [shíphol]), je glavno mednarodno letališče na Nizozemskem, locirano 9,1 km jugozahodno od Amsterdama. Letališče je glavna baza za letalsko družbo KLM, pa tudi za Martinair, Delta Airlines, Transavia in Vueling. Letališče zavzema ozemlje 3.200 hektarjev.